# Garcelle Beauvais
Garcelle Beauvais (n. 26 noiembrie 1966 în Saint-Marc, Haiti) este o actriță, și fotomodel din SUA originară din Haiti.

## Filmografie
- Cască ochii sau o-ncurci (2001)